# Poecilopsis pomonaria
Poecilopsis pomonaria là một loài bướm đêm trong họ Geometridae.